# لالو شیفرین
لالو شیفرین (انگلیسی: Lalo Schifrin؛ ۲۱ ژوئن ۱۹۳۲ – ۲۶ ژوئن ۲۰۲۵) موسیقی‌دان آرژانتینی-آمریکایی بود. وی از سال ۱۹۵۰ تا ۲۰۲۵ مشغول فعالیت بود. از فیلم‌هایی که وی ساخت موسیقی آن‌ها را برعهده داشته می‌توان به مأموریت: غیرممکن، ساعت شلوغی و اژدها وارد می‌شود اشاره نمود. وی شش بار نامزد جایزه اسکار برای بهترین موسیقی فیلم و برنده یک اسکار افتخاری در سال ۲۰۱۹ را از آکادمی علوم و هنرهای سینمایی دریافت کرد.

## زندگی
شیفرین در خانواده‌ای یهودی در بوئنوس آیرس چشم به جهان گشود. پدر او لویز شیفرین ۳۰ سال هدایت‌کننده بخش ویولون Teatro Colón بود. شیفرین در ۱۶ سالگی یک دورهٔ ۶ ساله پیانو را با Enrique Barenboim شروع کرد و به موسیقی جاز علاقه‌مند شد.
با وجود اینکه شیفرین در دانشگاه بوئنوس آیرس روان‌شناسی و وکالت خواند، در نهایت موسیقی نظر او را به خود جلب کرد. او در سن بیست سالگی موفق شد بورسیه حضور در یک کالج موسیقی در پاریس را دریافت کند. او شب‌ها در کلاب‌های پاریسی موسیقی جاز اجرا می‌کرد.
در اواخر ۲۰ سالگی به آرژانتین بازگشت و یک گروه جاز ۱۶ نفره تشکیل داد که بخشی از برنامه هفتگی و پرطرفدار آرژانتینی در تلویزیون شد، سپس درخواست برنامه‌های تلویزیونی، فیلم‌ها و برنامه‌های رادیویی را قبول کرد.
در ۱۹۶۰ به ایالات متحده سفر کرد و بعد از همکاری با چند نوازنده و هدایت‌کننده ارکستر از جمله Gillepsie و دوک الینگتون بعد از نه سال در سال ۱۹۶۹ شهروند رسمی ایالات متحده شد.
یکی از معروف‌ترین و بهترین آثار شیفرین موسیقی متن سری طولانی مدت مأموریت غیرممکن است و به همین صورت موسیقی برنامه تلویزیونی Mannix. شیفرین چندین قطعه دیگر Jazz و Blue برای این برنامه تلویزیونی ساخت.
شیفرین در سال ۱۹۷۳ قطعه ۶ دقیقه‌ای برای فیلم جن‌گیر ساخت که توسط کارگردان رد شد به این دلیل که موسیقی آنقدر سنگین و سخت بود که بعد از پخش شدن تریلر اولیه فیلم بسیاری از مردم اظهار کردند که این صداها و موسیقی‌ها در کنار هم بسیار وحشتناک هستند، شیفرین در یکی از مصاحبه‌های خود گفت: «که قرار بوده پیامی از سوی کمپانی برادران وارنر به دست من برسد که کمی تُن موسیقی را پایین‌تر بیاورم ولی متأسفانه ویلیام فریدکین هیچ وقت این پیام را به دست من نرساند و همین موضوع زمینه‌ساز عدم هماهنگی من با خواستهٔ سازندگان شد»، شیفرین همچنین گفت که کار کردن در دنیای فیلم و سینما و تولید موسیقی برای فیلم‌ها یکی از نا خوشایندترین دوران زندگی‌اش بوده.
او در سال‌های بعدی زندگی خود بارها بین تولید موسیقی برای فیلم، برای آهنگ پاپ و هیپ هاپ جابه‌جا شد و حتی قطعه‌ای برای بازی تام کلنسی اسپلینتر سل: فردای پاندورا محصول شرکت یوبی‌سافت تولید کرد.
آثار گرانقدر شیفرین همواره جزء بهترین موسیقی‌های متن تاریخ سینما به‌شمار می‌روند.

## جوایز و افتخارات
شیفرین ۵ جایزه گرمی برد و برای ۲۲ جایزه گرمی هم نامزد شد. یک جایزه کیبل‌ای‌سی‌ئی و یک جایزه اِمی به همراه ۶ بار نامزد شدن برای دریافت جوایز اسکار از دیگر افتخارات شیفرین به‌شمار می‌آیند.
همچنین او یک ستاره در Hollywood Walk of Fame برای خودش دارد و قرار شده به قطعه موسیقی فیلم مأموریت غیرممکن در راهرو شهرت GRAMMY قرار بگیرد.
این موسیقی‌دان در سال ۲۰۱۸ یک اسکار افتخاری برای کارهای موفقش در سینما دریافت کرد.

## زندگی شخصی، بیماری و مرگ
شیفرین اولین بار در سال ۱۹۵۸ در بوئنوس آیرس با سیلویا شور ازدواج کرد؛ آنها صاحب دو فرزند به نام‌های ویلیام و فرانسیس شدند. این ازدواج به طلاق انجامید. او در سال ۱۹۷۱ با دونا کاکرل ازدواج کرد؛ آنها صاحب یک پسر به نام رایان شدند. همسرش مدیریت کسب و کار و شرکت ضبط موسیقی او را بر عهده داشت. در سال ۲۰۰۸، او زندگینامه‌ای با عنوان «مأموریت غیرممکن: زندگی من در موسیقی» نوشت که خلاصه آن این است:
در موسیقی، انتخاب‌ها بی‌نهایت هستند. امکانات ترکیب صدا با سازهای آکوستیک یک ارکستر سمفونی، یک گروه جاز یا یک گروه موسیقی مجلسی هنوز به پایان نرسیده است. آنچه تاکنون در زمینه موسیقی الکترونیک انجام شده است، حتی به قاره پهناوری که باید کشف شود، نیز راه نیافته است.
شیفرین در ۲۶ ژوئن ۲۰۲۵، پنج روز پس از تولد ۹۳ سالگی‌اش، بر اثر عارضه ذات‌الریه در بیمارستانی در لس‌آنجلس درگذشت.

## آثار

### فیلم‌شناسی برگزیده

#### فیلم سینمایی
- Rhino! (۱۹۶۴)[۵]
- The Making of a President (1964)[۱۱]
- بچه سینسیناتی (۱۹۶۵)[۵]
- Dark Intruder (1965)[۱۲]
- لوک خوش‌دست (۱۹۶۷)[۵][۱۳]
- روباه (۱۹۶۷)[۱۴]
- بولیت (۱۹۶۸)[۵]
- Where Angels Go, Trouble Follows (1968)
- چه! (۱۹۶۹)[۱۵]
- قهرمانان کلی (۱۹۷۰)[۱۶]
- هری کثیف (۱۹۷۱)[۵]
- فریب‌خورده (۱۹۷۱)[۵]
- تی‌اچ‌اکس ۱۱۳۸ (۱۹۷۱)[۱۷]
- جو کید (۱۹۷۲)[۵]
- اژدها وارد می‌شود (۱۹۷۳)[۱۸]
- نیروی مگنوم (۱۹۷۳)[۱۹]
- عقاب فرود آمده (۱۹۷۶)[۵]
- سفر نفرین‌شده (۱۹۷۶)[۲۰]
- قطار هوایی (1977)[۲۱]
- وحشت در آمیتی‌ویل (۱۹۷۹)[۵][۲۲]
- The Competition (1980)[۲۳]
- وحشت در آمیتی‌ویل ۲ (۱۹۸۲)[۲۴]
- ضربه ناگهانی (۱۹۸۳)[۲۵]
- The Sting II (1983)[۲۶]
- طلوع ماه سیاه (۱۹۸۶)[۲۷]
- فهرست مرگ (۱۹۸۸)[۲۸]
- ساعت شلوغی (۱۹۹۸)[۲۹]
- تانگو (۱۹۹۸)[۳۰]
- ساعت شلوغی ۲ (۲۰۰۱)[۳۱]
- پایین آوردن خانه (۲۰۰۳)[۳۱]
- پس از غروب (۲۰۰۴)[۳۲]
- ساعت شلوغی ۳ (۲۰۰۷)[۳۱]

#### مجموعه تلویزیونی
- ۱۹۶۵: مردی از یو.ان.سی.ال.ای.[۵]
- ۱۹۶۶: مأموریت: غیرممکن[۵]
- ۱۹۶۷: Mannix[۵]
- ۱۹۶۹: Medical Center[۳۳]
- ۱۹۷۴: Planet of the Apes[۳۴]
- ۱۹۷۵: Starsky & Hutch[۳۳]
- ۱۹۷۶: Most Wanted[۳۳]
- ۱۹۸۲: Chicago Story[۳۵]
- ۱۹۸۴: Glitter[۳۵]
- ۱۹۸۷: Sparky's Magic Piano[۳۶]
- ۱۹۸۸:  غیرممکن (revival)[۳۵]

## جوایز و نامزدی‌ها
شیفرین برنده پنج جایزه گرمی (چهار جایزه گرمی و یک جایزه گرمی لاتین)، با بیست و دو نامزدی، یک جایزه کیبل‌ای‌سی‌ئی، و شش جایزه اسکار و چهار نامزدی جایزه امی ساعات پربیننده شده است. وی ستاره‌ای در پیاده‌روی مشاهیر هالیوود دارد. در سال ۲۰۱۶، اعلام شد که ترانه وی برای فیلم 'مأموریت: غیرممکن قرار است در تالار مشاهیر جایزه گرمی ثبت شود. در سال ۲۰۱۸، کلینت ایستوود به وی جایزه اسکار افتخاری را «به پاس قدردانی از سبک موسیقی منحصر به فرد، صداقت در آهنگسازی و مشارکت‌های تأثیرگذارش در هنر موسیقی فیلم» اهدا کرد."
| سال  | انجمن                    | رده                                     | پروژه                                        | نتیجه    | منبع.  |
| ---- | ------------------------ | --------------------------------------- | -------------------------------------------- | -------- | ------ |
| ۱۹۶۷ | جوایز اسکار              | بهترین موسیقی فیلم                      | لوک خوش‌دست                                   | نامزدشده | [ ۱۳ ] |
| ۱۹۶۸ | جوایز اسکار              | بهترین موسیقی فیلم                      | روباه                                        | نامزدشده | [ ۱۴ ] |
| ۱۹۷۶ | جوایز اسکار              | بهترین موسیقی فیلم                      | سفر نفرین‌شده                                 | نامزدشده | [ ۲۰ ] |
| ۱۹۷۹ | جوایز اسکار              | بهترین موسیقی فیلم                      | وحشت در آمیتی‌ویل                             | نامزدشده | [ ۲۲ ] |
| ۱۹۸۰ | جوایز اسکار              | بهترین ترانه                            | "People Alone" (از The Competition)          | نامزدشده | [ ۳۷ ] |
| ۱۹۸۳ | جوایز اسکار              | بهترین موسیقی فیلم                      | The Sting II                                 | نامزدشده | [ ۳۸ ] |
| ۲۰۱۳ | جوایز اسکار              | جایزه اسکار افتخاری                     | جایزه اسکار افتخاری                          | Honored  | [ ۳۹ ] |
| ۱۹۷۶ | جوایز گلدن گلوب          | بهترین موسیقی                           | سفر نفرین‌شده                                 | نامزدشده | [ ۲۳ ] |
| ۱۹۷۹ | جوایز گلدن گلوب          | بهترین موسیقی                           | وحشت در آمیتی‌ویل                             | نامزدشده | [ ۲۳ ] |
| ۱۹۸۰ | جوایز گلدن گلوب          | بهترین موسیقی                           | The Competition                              | نامزدشده | [ ۲۳ ] |
| ۱۹۶۶ | جوایز امی ساعات پربیننده | دستاورد برجسته در آهنگسازی              | The Making of a President: 1964              | نامزدشده | [ ۱۱ ] |
| ۱۹۶۷ | جوایز امی ساعات پربیننده | دستاورد برجسته در آهنگسازی              | مأموریت: غیرممکن                             | نامزدشده | [ ۴۰ ] |
| ۱۹۶۸ | جوایز امی ساعات پربیننده | دستاورد برجسته در آهنگسازی              | مأموریت: غیرممکن (قسمت: "The Seal")          | نامزدشده | [ ۴۱ ] |
| ۱۹۶۹ | جوایز امی ساعات پربیننده | دستاورد برجسته در آهنگسازی              | مأموریت: غیرممکن (قسمت: "The Heir Apparent") | نامزدشده | [ ۴۲ ] |
| ۱۹۶۲ | جوایز گرمی               | بهترین آهنگسازی جاز اورجینال            | Gillespiana                                  | نامزدشده | [ ۴۳ ] |
| ۱۹۶۳ | جوایز گرمی               | بهترین آهنگسازی جاز اورجینال            | Tunisian Fantasy                             | نامزدشده | [ ۴۴ ] |
| ۱۹۶۵ | جوایز گرمی               | بهترین آهنگسازی جاز اورجینال            | "The Cat" (از خانه شادی)                     | برنده    | [ ۴۵ ] |
| ۱۹۶۶ | جوایز گرمی               | بهترین آهنگسازی جاز اورجینال            | Jazz Suite on the Mass Texts                 | برنده    | [ ۴۶ ] |
| ۱۹۶۶ | جوایز گرمی               | Best Score Soundtrack for Visual Media  | مردی از یو.ان.سی.ال.ای.                      | نامزدشده |        |
| ۱۹۶۷ | جوایز گرمی               | Best Original Jazz Composition          | Marquis De Sade                              | نامزدشده | [ ۴۷ ] |
| ۱۹۶۸ | جوایز گرمی               | Best Instrumental Performance           | Theme from Mission: Impossible               | نامزدشده | [ ۴۸ ] |
| ۱۹۶۸ | جوایز گرمی               | Best Instrumental Composition           | Theme from Mission: Impossible               | برنده    |        |
| ۱۹۶۸ | جوایز گرمی               | Best Score Soundtrack for Visual Media  | Mission: Impossible                          | برنده    |        |
| ۱۹۶۹ | جوایز گرمی               | Best Theme Composition                  | روباه                                        | نامزدشده | [ ۴۹ ] |
| ۱۹۶۹ | جوایز گرمی               | Best Score Soundtrack for Visual Media  | روباه                                        | نامزدشده |        |
| ۱۹۷۱ | جوایز گرمی               | Best Instrumental Composition           | Theme from Medical Center                    | نامزدشده | [ ۵۰ ] |
| ۱۹۷۱ | جوایز گرمی               | Best Instrumental Arrangement           | Theme from Medical Center                    | نامزدشده |        |
| ۱۹۹۴ | جوایز گرمی               | Best Instrumental Arrangement           | Dizzy Gillespie Fireworks                    | نامزدشده | [ ۵۱ ] |
| ۱۹۹۷ | جوایز گرمی               | Best Instrumental Arrangement           | Charlie Parker: The Firebird (Medley)        | نامزدشده | [ ۵۲ ] |
| ۱۹۹۷ | جوایز گرمی               | Best Pop Instrumental Performance       | Theme from Mission: Impossible               | نامزدشده |        |
| ۱۹۹۹ | جوایز گرمی               | Best Score Soundtrack for Visual Media  | ساعت شلوغی                                   | نامزدشده | [ ۵۳ ] |
| ۲۰۰۰ | جوایز گرمی               | Best Instrumental Arrangement           | Fiesta                                       | نامزدشده | [ ۵۴ ] |
| ۲۰۰۲ | جوایز گرمی               | Best Instrumental Arrangement           | Scheherazade Fantasy                         | نامزدشده | [ ۵۵ ] |
| ۲۰۰۰ | جایزه گرمی لاتین         | Best Latin Jazz Album                   | Latin Jazz Suite                             | نامزدشده | [ ۵۶ ] |
| ۲۰۰۶ | جایزه گرمی لاتین         | Best Tango Album                        | Letters from Argentina                       | نامزدشده | [ ۵۶ ] |
| ۲۰۱۰ | جایزه گرمی لاتین         | Best Classical Contemporary Composition | Pampas                                       | برنده    | [ ۵۶ ] |
| ۲۰۱۱ | جایزه گرمی لاتین         | Best Classical Contemporary Composition | Romerías                                     | نامزدشده | [ ۵۶ ] |